# Ipomoea sepacuitensis
Ipomoea sepacuitensis är en vindeväxtart som beskrevs av Donn. Smith. Ipomoea sepacuitensis ingår i släktet praktvindor, och familjen vindeväxter. Inga underarter finns listade i Catalogue of Life.

## Bildgalleri

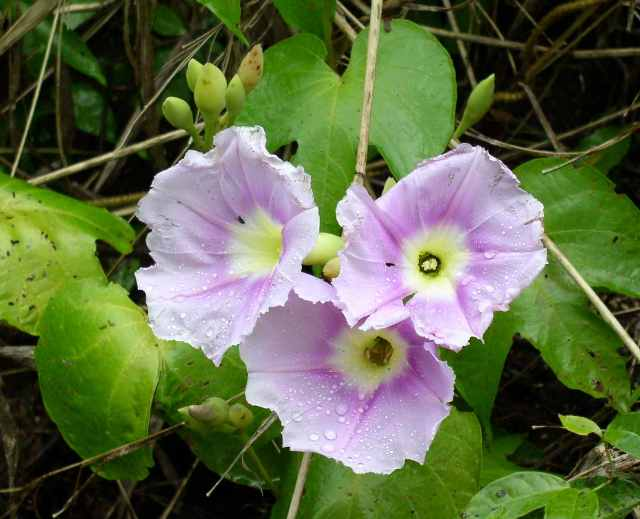